# Antonio Pinilla Sánchez-Concha
Antonio Pinilla Sánchez-Concha (Lima, 10 de junio de 1924 - Ibidem, 15 de junio de 2006) fue un abogado, filósofo y catedrático de universidad peruano, fundador y primer rector de la Universidad de Lima.

## Biografía
Estudió en la Pontificia Universidad Católica del Perú, en la que obtuvo un bachillerato en Humanidades y otro en Derecho y Ciencias Políticas. En 1948 obtuvo de dicha universidad el título de abogado. A nivel de posgrado obtuvo el grado académico de doctor en Filosofía.
Inició su carrera en el Ministerio de Relaciones Exteriores en 1945 como mecanógrafo de la Sección Europa del Departamento Político y diplomático, cargo que desempeñó durante dos años hasta ser designado como ayudante primero del Departamento de Comercio Exterior.
En 1948 fue designado como tercer secretario de la Embajada del Perú en México, cargo que ocupó por dos años, puesto que en 1950 solicitó su pase a la disponibilidad, para dedicarse a sus labores académicas y políticas.
Su inclinación hacia las relaciones laborales lo llevaron a ser designado en 1958 ministro de Trabajo, durante el segundo gobierno de Manuel Prado. Su gestión se caracterizó por propiciar la incorporación de los campesinos comuneros a las actividades económicas y políticas de la vida nacional, democratizar las relaciones laborales y proponer en hacer extensiva la educación a todo el territorio nacional, incluso mediante el sistema a distancia, demostrando una visión adelantada para su época, al considerar el recurso humano como el principal activo en el desarrollo industrial.
Antonio Pinilla contrajo matrimonio con Teresa Cisneros Ferreyros, con quien tuvo siete hijos: Teresa, Carmen María, Rosario, Susana, Antonio, Patricia y María Jimena.

## Vida académica
Antonio Pinilla Sánchez-Concha fue, además de diplomático y filósofo, un gran educador. Fue docente de la Universidad Nacional Mayor de San Marcos y de la Pontificia Universidad Católica del Perú. Fue también profesor visitante en las universidades de Madrid, Oxford, la Sorbona, Wisconsin, Fortham y la Escuela Tecnológica de Aquisgrán.
Fue fundador y primer rector de la Universidad de Lima, hoy una de las universidades más prestigiosas del Perú, así como fundador y primer director del Instituto de Relaciones Humanas de la Universidad de San Marcos, y director del Instituto Nacional de Educación.

## Premios
El Reino de España lo condecoró con la orden civil de las Grandes Cruces de la Orden de Alfonso X el Sabio.
Asimismo obtuvo el grado de «comendador del Imperio británico» (CBE: Commander of the British Empire).

## Publicaciones
Entre sus publicaciones destacan: Concepción y valoración del amor frente al conocimiento en San Agustín y en Santo Tomas (1945) y Psicología de la actitud y relaciones del trabajo (1956), entre otros.
| Predecesor: ninguno | Rector de la Universidad de Lima 25 de abril de 1962 - 25 de abril de 1977 | Sucesora: Ilse Wisotzki Rector de la Universidad de Lima |